# 露西亜通信社
露西亜通信社(ろしあつうしんしゃ、1926年2月11日-)とは、日本の機密費によってソ連の状況調査を行っていた通信社である。
満州のハルピンに本社があり、日本内と満州内に支社を置いていた。また、露西亜通信社の通信網は、日本・満州・中国・ソ連・トルコのイスタンブール・ラトビアのリガ・ポーランドのワルシャワ・フランスのパリ・ドイツのベルリンに広がっていたとされる。1934年6月25日に、日露通信社(Ничиро Цусин)を吸収して、日蘇通信社へと改称した。
1938年より日蘇通信社は陸軍省新聞班の援助の下で国防思想の普及を目的とした巡回講演を行った。

## 役員
- 社長: 近藤義晴
- 副社長: 高橋利雄[1]
- 理事: 亀井秀雄
- 編輯発行人:笠原直造
- 大阪支局主任: 吉村久郎→甲斐長三郎
- 新京駐在員: 逸見猶吉

## 発行書籍
- 日刊邦文「露西亜通信」[3][5]→「日蘇通信」[1](日ソ両文)
- 日刊露文「露文通信」[3]→同上
- 日刊漢文「蘇聯通信」[3]
- 日刊邦文「露西亜通信」内地版[3]
- 「露西亜事情」(旬刊パンフレット)[3][5]→「蘇聯邦事情」[1]
- 「露西亜事情集」(三カ月に一回発行)[3][5]
- 「ソヴエート現勢資料」→「日蘇年鑑」[1]
- 「月刊ロシヤ」
- 「蘇聯邦年鑑」